# Mercy for None
Mercy for None (koreanischer Originaltitel: 광장) ist eine südkoreanische Serie, basierend auf dem gleichnamigen Webtoon von Oh Se-hyung und Kim Gyun-tae. Die Serie wurde am 6. Juni 2025 weltweit auf Netflix veröffentlicht.

## Handlung
Nam Gi-jun, eine gefürchtete Unterweltgröße, der sich in einem blutigen Bandenkrieg bewährt und den Einfluss seiner Organisation ausgeweitet hatte, führte über ein Jahrzehnt lang ein geerdetes Leben, nachdem er sein Gangsterdasein aufgegeben und seine linke Achillessehne durchtrennt hatte, um seinen Bruder Nam Gi-seok zu schützen, der sich einer rivalisierenden Organisation angeschlossen hatte. Als jedoch Nam Gi-seok, der inzwischen zu einer einflussreichen Figur innerhalb seiner Organisation geworden war, auf verdächtige Weise ums Leben kommt, schwört Nam Gi-jun unerbittliche Rache und will den Tod seines Bruders aufklären. Nam Gi-jun taucht wieder in die Unterwelt ein und gerät erneut zwischen die Fronten beider Organisationen. Offene Rechnungen, verschobene Machtverhältnisse und undurchsichtige Lügengeflechte erwarten ihn auf seinem blutigen Rachefeldzug.

## Besetzung und Synchronisation
Die deutschsprachige Synchronisation entstand nach den Dialogbüchern sowie unter der Dialogregie von Maximilian Hoffmann durch die Synchronfirma VSI Synchron in Berlin.
| Rolle                                   | Schauspieler    | Synchronsprecher          |
| --------------------------------------- | --------------- | ------------------------- |
| Nam Gi-jun                              | So Ji-sub       | Bastian Sierich           |
| Nam Gi-seok                             | Lee Joon-hyuk   | Jan Makino                |
| Staatsanwalt Lee Geum-son               | Choo Young-woo  | Tobias John von Freyend   |
| An Tae-hwan                             | Choi Ji-ho      | Dennis Sandmann           |
| CEO Lee Ju-woon                         | Heo Joon-ho     | Bernd Vollbrecht          |
| CEO Gu Bong-san                         | Ahn Kil-kang    | Tilo Schmitz              |
| CEO Sim Seong-won                       | Lee Beom-soo    | Michael Iwannek           |
| Cheon Hae-beom                          | Jung Gun-joo    | Sebastian Kluckert        |
| Choi Byeong-ho                          | Lim Hyung-guk   | Nick Forsberg             |
| Choi Seong-cheol                        | Jo Han-chul     | Bernd Egger               |
| Gu Jun-mo                               | Gong Myung      | Konrad Bösherz            |
| Jeong Hui-chan                          | Uhm Jun-gi      | Oscar Räuker              |
| Jeong In-seok                           | Kim Tae-in      | Hans Gurbig               |
| Kim Chun-seok                           | Ahn Se-ho       | Michael Ernst             |
| Kim Gil-lok / Kaneyama                  | Lee Jae-yoon    | Daniel Völz               |
| Kommissar Han Seok-yun                  | Kim Hak-sun     | Peter Sura                |
| Lee Dong-gyeong                         | Lee Dong-ha     | Florian Clyde (1. Stimme) |
| Oberkommissar Cha Yeong-do / Mentor Kim | Cha Seung-won   | Alexander Doering         |
| Oh Seung-won                            | Sim Ji-hwan     | Timo Weisschnur           |
| Hyeong-jin                              | Hwang Dong-hyun | Georgios Tzitzikos        |
| Yang-sik                                | Park Min-i      | Jannik Endemann           |
| Anwältin Yoon                           | Lee Sang-hee    | Alice Bauer               |
| Arzt                                    | Lee Ki-young    | Stephan Baumecker         |
| Bezirksstaatsanwalt Sang-seok           | Jung Hee-tae    | Tim Moeseritz             |
| Direktor Hong Hyeon-seok                | Kang Shin-hyo   | Armin Schlagwein          |
| Direktor Park                           | Song Yo-sep     | Patrick Winczewski        |
| Manager Cha                             | Nam Yeon-woo    | Christopher Arndt         |
| Managerin Grabkammer                    | Kim Su-kyung    | Daniela Hoffmann          |
| Oberstaatsanwalt                        | Jung Min-sung   | Bernhard Völger           |
| Pastor / Auftragskiller                 | Lee Jong-shin   | Dirk Talaga               |
| Sicherheitschef                         | Ahn Seong-bong  | Niklas Kohrt              |
| Staatsanwalt Choi                       | Heo Ji-won      | Stefan Weißenburger       |
| Vorsitzender Oh                         | Cho Jung-keun   | Stephan Baumecker         |
| Anton                                   | Hong Joon-young | Karim El Kammouchi        |
| Okur                                    | Tanjo Villoso   | Marco Sven Reinbold       |

## Episodenliste
| Nr.                                                                        | Deutscher Titel | Originaltitel |
| -------------------------------------------------------------------------- | --------------- | ------------- |
| 1                                                                          | Folge 1         | 1화           |
| 2                                                                          | Folge 2         | 2화           |
| 3                                                                          | Folge 3         | 3화           |
| 4                                                                          | Folge 4         | 4화           |
| 5                                                                          | Folge 5         | 5화           |
| 6                                                                          | Folge 6         | 6화           |
| 7                                                                          | Folge 7         | 7화           |
| Am 6. Juni 2025 wurden alle Episoden der Serie bei Netflix veröffentlicht. |                 |               |